# Almanya acı vatan
Almanya acı vatan (türkisch: Deutschland bitteres Vaterland) ist ein Lied, das viele Jahre einen besonderen Stellenwert bei türkischen Arbeitsmigranten in Deutschland hatte. Es handelt vom traurigen Leben in Deutschland.

## Entstehung
Das Lied entstand bereits in den 60er Jahren wahrscheinlich in der Schwarzmeerregion schon bald nach dem Einsetzen der Gastarbeit von Türken in Deutschland. Es charakterisiert Deutschland als eine bitter empfundene Heimat.

## Text
| Almanya acı vatan Adama hiç gülmeyi Nedendir bilemedim Bazıları gelmeyi Üçü kız iki oğlan Kime bırakıp gittin Böyle güzel yuvayı Ateşe yakıp gittin Almanya'ya gitmişsin Orada evlenmişsin Tam yedi sene oldu Evine gelmemişsin Az çok para yollarsın Bu para neye yarar Beş çocukla ailen Hepisi seni arar | Deutschland bitteres Vaterland Hast keinem Menschen zugelächelt Ich kannte nicht den Grund Einige kommen nicht zurück Drei Töchter, zwei Söhne Bei wem hast du sie gelassen So ein schönes Zuhause du bist mit brennendem Feuer gegangen Du warst nach Deutschland gegangen Du hattest dort geheiratet Ganze Sieben Jahre sind vergangen Nach Hause bist Du nicht gekommen Du schickst ein wenig Geld Wem soll das Geld nützen Deine Familie mit Deinen fünf Kindern Alle vermissen dich |

## Verschiedene Interpreten
Das Volkslied wurde zeitweise von fast jedem türkischen Chor in Deutschland interpretiert und hatte im deutschtürkischen Vereinsleben nahezu Hymnenstatus. Das Lied sangen auch bekannte Schallplatteninterpreten wie Selda (brachte das Stück 1976 als Single heraus), Sümeyra, der Dostlar-Chor oder Ruhi Su, die besonders innerhalb einer linken Szene –  auch unter Deutschen –, das Stück populär machten.

## Wirkung
Şerif Gören und Zeki Ökten benannten 1979 ihren Film über türkische Arbeitsmigrantinnen in Deutschland nach dem Lied.
Zeitweise wurde die Titelzeile „Almanya acı vatan“ von türkischen Gastarbeitern sogar synonym für Deutschland (eigentlich nur Almanya) gebraucht.
Bis zu den 1990er Jahren schwand die Bedeutung des Liedes. Mehr und mehr war man sich der Tatsache bewusst geworden, dass Deutschland inzwischen tatsächliche Heimat geworden war und Rückkehrgedanken spielten immer weniger eine Rolle.
Dennoch ist das Lied und die Redewendung bei weitem nicht vergessen. Als Deutschland beispielsweise 2007 den Oscar für das Stasi-Drama Das Leben der Anderen bekam, titelte der türkische Radikal mit einer Reminiszenz an die Titelzeile, indem er schrieb „Doğu Almanya acı vatan = Ostdeutschland, bittere Heimat“.

## Belege
1. ↑  Meister der anatolischen Musik. Ehemals im Original (nicht mehr online verfügbar); abgerufen am 1. Januar 2021. (Seite nicht mehr abrufbar. Suche in Webarchiven)
2. ↑  Schriftenreihe "Sachlich" Nr. 2 (Memento vom 23. Dezember 2008 im Internet Archive)
3. ↑  Doğu Almanya, acı vatan (Memento vom 7. Juni 2016 im Internet Archive)

## Hauptquelle
Nedim Hazar: Die Seiten der Saz in Deutschland. In: Aytaç Eryılmaz/Mathilde Jamin (Hrsg.), Fremde Heimat – Eine Geschichte der Einwanderung; Essen 1998, S. 290 f.